# 小坂村 (岡山県)
小坂村（こさかそん）は、岡山県浅口郡にあった村。現在の浅口市の一部にあたる。

## 地理
阿部山の南東麓に位置していた。

## 歴史
- 1889年（明治22年）6月1日、町村制の施行により、浅口郡小坂東村、小坂西村が合併して村制施行し、小坂村が発足[1][2]。旧村名を継承した小坂東、小坂西の2大字を編成[2]。
- 1905年（明治38年）4月1日、浅口郡鴨方村、津田村と合併し鴨方村が存続して廃止された[1][2]。合併後、鴨方村大字小坂東・小坂西となる[2]。

## 産業
- 農業[2]

## 教育
- 1890年（明治23年）尋常小坂小学校設立[2]。1893年（明治26年）小坂尋常小学校に改称[2]。1902年（明治35年）小坂尋常高等小学校に改称[2]。